# Taxa d'error binari

Fig.1 BER en funció de la relació senyal/soroll

La Taxa d'error binari (BER acrònim anglès de Bit Error Rate), en transmissió digital, és el nombre de bits erronis deguts al soroll, interferències, distorsions o desincronisme de bit. El BER és el nombre de bits erronis dividits pel nombre total de bits durant un espai de temps. BER én un paràmetre adimensional que va de 0 a 1 i sovint expressat com un percentatge.
{\displaystyle BER=Bits(erronis)/Bits(enviats)}

## Factors que afecten el BER
Factors que afecten negativament i, per tant, el fan augmentar:
- Soroll del canal.
- Atenuació multicamí.
- Interferències externes de d'altres canals.
- Distorsions o alinealitats dels circuits.
- Defectes en el sincronisme de bit.

Factors que afecten positivament i, per tant, el fan minvar:
- Potència de la transmissió.
- Robustesa del sistema de modulació, codificació i correcció d'errors.

## Análisi del BER
BER segons diferents tipus de modulacions:
{\displaystyle Eb} : és l'energia per bit
{\displaystyle No} : és la densitat espectral de soroll
{\displaystyle erfc} : és la funció d'error complementària
- FSK: modulació per desplaçament de freqüència, {\displaystyle BER=1/2\times erfc(\surd Eb/No)}[4]
- QPSK: modulació per desplaçament de fase en quadratura, {\displaystyle BER=erfc(\surd (Eb/2No))}[5]
- ASK: modulació per desplaçament d'amplitud, {\displaystyle BER=1/2\times erfc(\surd (Eb/2No))}[4]
- 8-PSK: modulació per desplaçament de fase, {\displaystyle BER=1/3\times erfc(\surd 3Eb/No\times \sin(\pi /8))}[6]